# Абдрахимов, Габидулла Рахматуллаевич
Габидулла Рахматуллаевич Абдрахимов (каз. Ғабидолла Рахматоллаұлы Әбдірахымов; род. 23 января 1975) — казахстанский государственный деятель. Аким города Шымкент (с 20.06.2018 по 30.07.2019). Советник премьер-министра Республики Казахстан.

## Биография
Родился 23 января 1975 года в селе Тоболино (ныне Дербисек) Южно-Казахстанской области. Его отец, Абдрахимов Рахматулла, по профессии инженер. Мать — Майрихова Анапия — учитель казахского языка и литературы. У Габидуллы Абдрахимова есть два брата и две сестры, 3 дочери и 1 сын. Происходит из рода батыр-жайдак племени сиргели.

## Образование
Имеет два высших образования: экономист-бухгалтер, государственное администрирование. Владеет казахским, русским, немецким и английским языками.
В 1996 году окончил Казахский государственный аграрный университет по специальности экономист-бухгалтер. Проработав год в альма-матер ассистентом, Габидулла Абдрахимов уехал учиться в Германию по программе «Болашак». В 1999 году получил степень магистра государственного администрирования в Немецкой высшей школе государственного управления.

## Карьера
- Ассистент в Казахском государственном аграрном университете (1996—1997 гг.)
- Главный специалист, начальник отдела, советник председателя Агентства Республики Казахстан по делам государственной службы (06.1999-06.2001 гг.)
- Заместитель председателя Агентства Республики Казахстан по делам государственной службы (06.2001-11.2003 гг.)
- Председатель Агентства Республики Казахстан по делам государственной службы (24.11.2003-14.10.2005 гг.)
- Первый заместитель председателя Агентства Республики Казахстан по делам государственной службы (с 14.10.2005 — 14.01.2008 гг.)
- Председатель Агентства Республики Казахстан по делам государственной службы (14.01.2008-13.10.2008 гг.)
- Руководитель Канцелярии Премьер-Министра Республики Казахстан (с 13.10.2008 гг.)
- Председатель Агентства по защите конкуренции Республики Казахстан (02.02.2012-25.01.2013)
- С января 2013 года заместитель руководителя Администрации Президента Республики Казахстан
- С 19 августа 2015 года по октябрь 2017 года — занимал пост акима города Шымкента[3][4].
- 31 октября 2017 года назначен секретарём партии «Нур Отан»[5].
- 20 июня 2018 года назначен акимом города Шымкента.
- 30 июля 2019 года освобождён с должности акима города Шымкента
- 13 сентября 2019 года назначен советником премьер-министра Республики Казахстан.

## Деятельность в статусе акима Шымкента

### Проект Shymkent city
В ноябре 2015 года, спустя чуть больше трёх месяцев со дня вступления в должность, Габидулла Абдрахимов презентовал концепцию развития Шымкента до 2020 года. Большое внимание в концепции было уделено развитию инфраструктуры. Так, для разгрузки магистралей было предложено возвести пять автомобильных развязок. Важное значение в концепции придавалось обеспечению горожан доступом к питьевой воде, системам канализации, газо-, тепло- и электроснабжению.
В целом, Шымкент планировалось развивать в качестве «умного» города — центра малого и среднего предпринимательства, привлекательного для инвесторов и туристов. Особый акцент был сделан на обеспечении освещения во дворах и на улицах города, а также их оснащение системами видеонаблюдения. Это должно не только было бы не только повысить комфорт жителей, но и сделать Шымкент более безопасным местом для жизни.
В планах — создание нового современного жилого и делового района Shymkent City, который должен стать прообразом будущего Шымкента.
Проектирование и строительство ведутся и за счёт заинтересованных инвесторов: в Южно-Казахстанской области работает много иностранных предпринимателей, которые заинтересованы в наличии бизнес-район европейского уровня.
Для привлечения средств был привлечён зарубежный партнёр — американская компания AECOM. С её помощью планируется получить порядка 140 млрд тенге — а это половина требуемых для проекта средств.

### Shymkent bike
В городе наблюдается транспортный коллапс. Совместно с фондом Samruk-Kazyna Trust в Шымкенте была запущена система общественного пользования велосипедами, которая получила название Shymkent Bike. На сегодняшний день уже запущены около 40 специальных велостанций. Всё оборудование и сами велосипеды были заказаны во Франции. Запасные части и конструкции станций — антивандальные. Велопрокатчики уверены: едва шымкентцы пересядут на экологически чистый двухколёсный транспорт, в Шымкенте решатся многие проблемы. И одна из них — загруженность автомобильных дорог города. Удобен прокат велотранспорта и для туристов. Причём путешественникам не нужно будет покупать карту, в проекте доступно одноразовое пользование велосипедом. Туристам и гостям Шымкента велосипеды будут доступны посредством смс-запроса. Так же сообщением пользователь получает пин-код и может взять велосипед на любой станции.

### Школы с новой схемой управления
С 1 сентября 2016 года в школах Шымкента заработал электронный журнал. Цель проекта — предупреждение правонарушений среди школьников, контроль за посещением занятий и уровнем успеваемости. Пока это будет пилотным проектом — в будущем этот опыт, в случае успеха, может распространиться на все шымкентские школы. Заработали по новым принципам школьные попечительские советы. Теперь они вместе с родительскими комитетами будут следить за состоянием материально-технической базы школы, привлекать спонсоров, а также принимать участие в оценке качества знаний принимаемых в школу работников. Представители управления образования города уверены, что благодаря этому родители будут теснее сотрудничать с педагогами.
Чтобы родители активнее принимали участие в воспитании ребёнка, при школах будут организованы специальные клубы матерей и отцов, которые вместе с педагогами будут дополнительно работать со школьниками. Это форма взаимодействия педагогов, родителей и учащихся, которая предположительно скажется и на успеваемости, и на воспитании детей.

### Новый облик Шымкента
Проводятся работы по очистке арыков и водоёмов, устройству бордюров и тротуаров, ремонтируется дорожное покрытие.
С целью изменения облика многоэтажных домов советского периода постройки власти города привлекли молодых художников из Алма-Аты для росписи торцов домов. Работы художников были по достоинству оценены на фестивале «Shymkent Art Days», который прошёл в мае 2016 года.
В Шымкенте строится новый парк с аттракционами, который разместится в некогда живописном городском месте Шымкента — озере «Тулпар». В Шымкенте сооружено колесо обозрения «Шымкент altyn eye». Аттракцион полностью крытый. Летом в нём будут работать кондиционеры, а зимой подогрев.